# Annabelle (Puppe)
Annabelle ist der Name einer besonders in den USA bekannten Stoffpuppe, die von einem Dämon besessen gewesen sein soll. Die Geschichten zu ungewöhnlichen Vorkommnissen in ihrem Umfeld inspirierten auch Verfilmungen. Die Puppe wird heute im Warren Occult Museum in Monroe, Connecticut ausgestellt.

## Beschreibung
Annabelle ist im Stil der Raggedy Ann gestaltet. Sie hat knapp schulterlange, rote Haare aus dicken Stoffsträngen, Sommersprossen und eine dreieckige, rote Nase. Sie trägt eine geblümte Bluse und ein weißes Schürzenkleid sowie rot-weiß geringelte Kniestrümpfe. Ihre Schuhe sind schwarz und mit roten Schnürriemen verziert. Annabelle hat etwa die Größe eines vierjährigen Kindes.

## Hintergründe
Annabelle wurde durch das Ehepaar Ed und Lorraine Warren bekannt, die sich in den USA mit Vorträgen und Buchveröffentlichungen einen Namen als „Spukforscher“ gemacht hatten. Diese gingen dem Fall um Annabelle nach. Die Puppe gehörte ursprünglich einer Schwesternschülerin namens Deirdre „Donna“ Bernard, welche die Puppe 1970 zum 28. Geburtstag erhalten hatte. Donna wohnte damals mit einer Zimmergenossin in einem Wohnheim. Beide Frauen kontaktierten ein Medium, welches behauptete, in der Puppe wohne der Geist eines Mädchens namens Annabelle Higgins. Ed und Lorraine Warren untersuchten die Puppe ebenfalls und sahen diese als von einem Dämon, der eine falsche Identität vorgetäuscht hatte, besessen an und bemühten sich nach eigener Aussage um einen Exorzismus.
Die Beschreibungen des Falles bei den Autoren und Skeptikern Robert B. Durham, Robert Young und Karen Stollznow nennen übereinstimmend einige ungewöhnliche Vorkommnisse, die von den Vertretern dieser Legende mit der Puppe in Verbindung gebracht wurden, wie zum Beispiel Bewegungen oder das Auftauchen von ungewöhnlichen schriftlichen Mitteilungen und blutähnlichen Flüssigkeiten. Die Schilderungen von Young und Durham, die mit der privaten parapsychologischen Organisation American Institute of Parapsychology verbunden sind, gehen über die von Karen Stollznow, die bei einigen amerikanischen Skeptikermagazinen publiziert wurde, deutlich hinaus.

## Verbleib und Nachwirkung
Karen Stollznow nennt Annabelle zusammen mit einem älteren Fall, der Puppe Robert, die Anfang des 20. Jahrhunderts in Key West Aufsehen erregte. Die Aussage „Robert hat’s getan“ sei dort mittlerweile sprichwörtlich. Stollznow sieht eine mögliche Ursache für urbane Legenden um besessene Puppen in dem eher leeren oder dauernd lächelnden Gesichtsausdruck von Puppen, der eine solche Zuordnung erleichtere. Sowohl Robert als auch Annabelle sind mittlerweile in Museen untergebracht, beide inspirierten auch Verfilmungen.
Annabelle wird im The Warren’s Occult Museum in Monroe, Connecticut als Attraktion ausgestellt. Sie ist in einem Schaukasten eingeschlossen, an der Glastür hängt ein Zettel mit der Aufschrift: Warning! Positively do not open! („Warnung! Auf keinen Fall öffnen!“).

## Rezeption
Der Fall Annabelle diente als Inspiration für  die Eröffnungsszene des US-amerikanischen Horrorfilms Conjuring – Die Heimsuchung aus dem Jahr 2013, in dem die Puppe in abgewandelter Erscheinung auftritt, und dessen Spin-Off Annabelle aus dem Jahr 2014, welcher das Narrativ in deutlich übersteigerter Form wiedergibt, sowie dessen Prequel Annabelle 2 aus dem Jahr 2017. Im Jahr 2019 folgte der dritte Teil Annabelle 3.
Die Puppe Annabelle hatte kurze Cameoauftritte in James Wans Filmen Conjuring 2 aus dem Jahr 2016 und Aquaman aus dem Jahr 2018, sowie im  Horror-Mystery-Thriller Lloronas Fluch und der Comicverfilmung Shazam! aus dem Jahr 2019.